# Ah! ça ira
«Ah! ça ira» (также «Ça ira»; рус. Ах, [дело] пойдёт!» или Ах, пойдут дела на лад!»; название традиционно передаётся в транслитерации: «Ах, са-ира́!») — одна из самых знаменитых песен Великой французской революции; до появления «Марсельезы» — неофициальный гимн революционной Франции. Возникла летом 1790 года в дни подготовки к празднику, посвящённому годовщине взятия Бастилии.

## История создания
Автор оригинальных слов Ладре (Ladré) — бывший солдат, который зарабатывал на жизнь как уличный певец. Музыка является популярным контрдансом под названием «Le Carillon national», который был написан скрипачом Бекуром (Bécourt), работавшим в театре Божоле (Beaujolais). Королева Мария-Антуанетта сама, как говорят, часто играла эту мелодию на своём клавесине. Мотив вскоре стал очень популярен среди французского народа. Песня распространилась летом 1790 года в дни подготовки к празднику, посвящённому годовщине взятия Бастилии.
Мелодия нередко используется как лейтмотив. Так, её можно слышать в экспозиции 6-й симфонии Николая Мясковского. Идея песни легла в основу одноимённой оперы британского рок-музыканта, композитора и поэта Роджера Уотерса.

## Текст песни и его интерпретация
| Ah ! ça ira, ça ira, ça ira, Le peuple en ce jour sans cesse répète, Ah ! ça ira, ça ira, ça ira, Malgré les mutins tout réussira. Nos ennemis confus en restent là Et nous allons chanter " Alléluia ! " Ah ! ça ira, ça ira, ça ira, Quand Boileau jadis du clergé parla Comme un prophète il a prédit cela. En chantant ma chansonnette Avec plaisir on dira : Ah ! ça ira, ça ira, ça ira ! Suivant les maximes de l’évangile Du législateur tout s’accomplira. Celui qui s’élève on l’abaissera Celui qui s’abaisse on l’élèvera. Le vrai catéchisme nous instruira Et l’affreux fanatisme s’éteindra. Pour être à la loi docile Tout Français s’exercera. Ah ! ça ira, ça ira, ça ira ! Pierrette et Margot chantent la guinguette Réjouissons-nous, le bon temps viendra ! Le peuple français jadis à quia, L’aristocrate dit : " Mea culpa ! " Le clergé regrette le bien qu’il a, Par justice, la nation l’aura. Par le prudent Lafayette, Tout le monde s’apaisera. Ah ! ça ira, ça ira, ça ira, Par les flambeaux de l’auguste assemblée, Ah ! ça ira, ça ira, ça ira, Le peuple armé toujours se gardera. Le vrai d’avec le faux l’on connaîtra, Le citoyen pour le bien soutiendra. Ah ! ça ira, ça ira, ça ira, Quand l’aristocrate protestera, Le bon citoyen au nez lui rira, Sans avoir l’âme troublée, Toujours le plus fort sera. Petits comme grands sont soldats dans l’âme, Pendant la guerre aucun ne trahira. Avec cœur tout bon Français combattra, S’il voit du louche, hardiment parlera. Lafayette dit : " Vienne qui voudra ! " Sans craindre ni feu, ni flamme, Le Français toujours vaincra ! Ah ! ça ira, ça ira, ça ira ! Les aristocrates à la lanterne, Ah ! ça ira, ça ira, ça ira ! Les aristocrates on les pendra ! Ah ! ça ira, ça ira, ça ira ! Les aristocrates à la lanterne. Ah ! ça ira, ça ira, ça ira ! Les aristocrates on les pendra. Si on n’ les pend pas On les rompra Si on n’ les rompt pas On les brûlera. Ah ! ça ira, ça ira, ça ira, Ah ! ça ira, ça ira, ça ira, Nous n’avions plus ni nobles, ni prêtres, Ah ! ça ira, ça ira, ça ira, L’égalité partout régnera. L’esclave autrichien le suivra, Ah ! ça ira, ça ira, ça ira, Et leur infernale clique Au diable s’envolera. Ah ! ça ira, ça ira, ça ira, Les aristocrates à la lanterne ; Ah ! ça ira, ça ira, ça ira, Les aristocrates on les pendra ; Et quand on les aura tous pendus, On leur fichera la pelle au c… | Дело пойдёт, дело пойдёт! Поёт народ, поёт народ, И всех мятежников снесёт, Враги уже повержены, Сыны Отечества сильны, Дело пойдёт. Дело пойдёт! Буало попам всё предсказал, Пророком был этим ослам, Споём же вместе мы, друзья, Прославим радость бытия, Дело пойдёт, Дело пойдёт! Дело пойдёт, дело пойдёт! Святым Писанием сильны, Закону нашему верны, Тот, кто был всем, станет ничем, Кто был ничем, тот станет всем, Святою целью сплочены, Фанатики ж во власти тьмы, Вовек пребудет наш союз, К нему примкнёт каждый француз, Дело пойдёт, дело пойдёт! В таверне девушка поёт, Счастье придёт, счастье придёт, Счастья достоин французский народ, Аристократ просит пощады, Попы своим благам не рады, Мы справедливостью сильны, Мы Лафаетовы сыны, Придёт к достоинству народ, Дело пойдёт, дело пойдёт, И от избранников он ждёт, Что, Дело пойдёт, дело пойдёт! Когда народ вооружён, Он в лжи и правде искушён, Дорогу к счастью он найдёт, Дело пойдёт, дело пойдёт! Дело пойдёт, Дело пойдёт! Аристократу горевать, Народу на него плевать, А совесть ведь у нас чиста, Тем наша нация сильна, От малого до велика, Мы патриоты на века, И за себя мы постоим, И ты француз и гражданин. Поставь предательству заслон, Кличь Лафаета «Мы Вас ждём», Врагам ведь брошен неспроста, Француз прославлен на века, Дело пойдёт, дело пойдёт! Аристократа верёвка найдёт. Дело пойдёт, дело пойдёт! Аристократов повесит народ, А не повесит, то разорвёт, Не разорвёт так уж сожжёт. Дело пойдёт, дело пойдёт! Нет ни дворян, нет ни попов, Дело пойдёт, дело пойдёт! Равенства взлёт, равенства взлёт, Освободится Австрийский народ, Дело пойдёт, дело пойдёт! К чёрту провалится вражеский род, Дело пойдёт, Дело пойдёт! Аристократа верёвка найдёт. Дело пойдёт, дело пойдёт, Аристократов повесит народ, И невзирая на их пол, В каждый их зад вгоним мы кол. |